# Jarosław Janiszewski
Jarosław Leszek Janiszewski (ur. 18 sierpnia 1962) – polski muzyk, dziennikarz, wokalista, producent, kompozytor i tekściarz. Lider zespołów  Bielizna i Czarno-Czarni, a także projektów: Otoczeni przez Bydło, Doktor Granat i Duetu Gremplina. Pisze groteskowe teksty opisujące polską rzeczywistość. Śpiewa charakterystycznym rozpoznawalnym głosem.

## Życiorys
Absolwent Politechniki Gdańskiej. 
W latach 1992–1997 szef gdańskiego radia ArNet. Autor audycji „120 minut złamanych organów”, która emitowana była na antenie ArNetu w piątkowe wieczory. Felietonista Super Expressu i Dziennika Bałtyckiego. W latach 1992–1997 prowadził w TVP2 program Rock Noc, najdłuższą cykliczną audycję „na żywo”.
Z zespołami Czarno Czarni i Bielizna występował na festiwalach w Opolu i Sopocie, a także na Festiwalu Muzyków Rockowych w Jarocinie, Pikniku Country w Mrągowie czy Inwazji Mocy. Z Czarno Czarnymi koncertował m.in. w USA, Anglii, Szkocji, Irlandii i Niemczech.
W 2010 roku wystąpił na Festiwalu w Opolu w koncercie z piosenkami Kabaretu Starszych Panów, gdzie wykonał jeden z najbardziej rozpoznawalnych przebojów niezapomnianego duetu, „Addio pomidory”. Nagrał piosenki w duetach z amerykańską wokalistką Holly Shepherd („Day lovely Day”) i Anią Rusowicz („Kwiat nienawiści”).
Janiszewski często występuje jako konferansjer imprez masowych (prowadził m.in. koncerty podczas Festiwalu w Jarocinie). Jest organizatorem koncertów klubowych i plenerowych. Od wielu lat związany z sopockim klubem SPATiF.
Wspólnie z Jackiem Jędrzejakiem i Maciejem Kraszewskim napisał piosenkę „Nie choruj”, będącą motywem przewodnim w polsatowskim serialu Daleko od noszy. Autor tekstów do piosenek „Nogi”, „Trąbo Twist”, „Jedzą rybę”, które przez wiele miesięcy zajmowały pierwsze miejsca list przebojów.
Razem z Krzysztofem Skibą i Pawłem „Końjo” Konnakiem współautor książki „Artyści, Wariaci, Anarchiści” wydanej przez Narodowe Centrum Kultury w 2011 r. To niekomercyjne wydawnictwo, poświęcone było zjawiskom z pogranicza sztuki awangardowej, niezależnej muzyki rockowej i podziemia politycznego lat osiemdziesiątych XX w. w Polsce.
W 2011 został laureatem Nagrody Prezydenta Miasta Gdańska w Dziedzinie Kultury.
W latach 2012–2017 Janiszewski prowadził cykliczną nocną audycję muzyczną w Radiu Gdańsk. Został zwolniony po wyemitowaniu piosenki zespołu Big Cyc „Viva San Escobar”.

## Dyskografia

### Bielizna
- 1989 – Taniec lekkich goryli
- 1990 – Wiara, nadzieja, miłość i inwigilacja
- 1991 – Bielizna – kompilacja na CD dwóch pierwszych płyt
- 1993 – TAG
- 1996 – Pani Jola
- 1997 – Utwory wybrane 1987–1997
- 2001 – Świadkowie rocka (jako Doktor Granat)
- 2004 – W dzikim kraju
- 2009 – Obrazki z wystawki

### Czarno-Czarni
- 1998 Czarno-Czarni
- 2000 Niewidzialni
- 2002 Jasna strona księżyca
- 2004 Sułtani swingu
- 2009 Nudny świat
- 2013 The Power Of The Dance Floor (wraz z Holly Shepherd
- 2014 Najlepsze piosenki
- 2017 Francuska miłość

## Filmografia
- Beats of Freedom – Zew wolności (2009, film dokumentalny, reżyseria: Leszek Gnoiński, Wojciech Słota)
- Jarocin. Po co wolność (2016, film dokumentalny, reżyseria: Leszek Gnoiński, Marek Gajczak)[7]